# مزرعه نو (نائین)
مزرعه نو روستایی در دهستان لای سیاه بخش مرکزی شهرستان نائین استان اصفهان ایران است.

## جمعیت
بر پایه سرشماری عمومی نفوس و مسکن در سال ۱۳۹۵ این روستا بدون جمعیت بوده‌است.